# Pujols-sur-Ciron
Pujols-sur-Ciron är en kommun i departementet Gironde i regionen Nouvelle-Aquitaine i sydvästra Frankrike. Kommunen ligger i kantonen Podensac som tillhör arrondissementet Langon. År 2022 hade Pujols-sur-Ciron 924 invånare.

## Befolkningsutveckling
Antalet invånare i kommunen Pujols-sur-Ciron
Referens:INSEE